# Karen Blixen
Baronesse Karen von Blixen-Finecke (døbt Karen Christentze Dinesen; født 17. april 1885 på Rungstedlund i Rungsted, død 7. september 1962 samme sted) var en dansk digter, forfatter og historiefortæller, som også skrev under pseudonymerne Isak Dinesen, Osceola og Pierre Andrézel. Karen Blixen betragtede sig selv som historiefortæller og har sammenlignet sig med Scheherazade, der i Tusind og en Nats eventyr fortæller kaliffen Shahryar eventyr. Hendes fortællinger og eventyr følger traditionen, og de fleste finder sted i det 19. århundrede eller tidligere. I Danmark, USA og England er Karen Blixen mest berømt for Syv fantastiske Fortællinger, Vinter-Eventyr og Den afrikanske Farm. Som kulturpersonlighed havde Karen Blixen udpræget talent for brevskrivning, og hun førte en stor korrespondance.

## Liv og skæbne

### Familiebaggrund
Karen Dinesen blev født på Rungstedlund i Nordsjælland som næstældste datter af forfatteren (Boganis) kaptajn Wilhelm Dinesen og Ingeborg Dinesen, født Westenholz fra en familie, der var meget forskellig fra Dinesens. Mens moren var af borgerlig slægt, var faren søn af en officer og godsejer. Ingen i Karen Blixens familie var adelige, men flere fra hendes familie havde giftet sig adeligt og havde forbindelse til de danske adelsslægter gennem ægte- og venskaber. De levede med tjenestefolk og uden økonomiske bekymringer.

### Barndom på Rungstedlund
Karen Blixens mormor, Mary Lucinde Westenholz, og ugifte moster Mary Westenholz flyttede ind i en fløj af Rungstedlund i 1886. Karen Blixens lillesøster Ellen Dinesen (kaldet Elle) fødtes samme år, mens hendes storesøster Inger Dinesen (kaldet Ea) var født i 1883. Inden for de næste seks år voksede søskendeflokken med to drenge, Thomas Dinesen og Anders Dinesen.
Karen Blixens far begik selvmord i 1895, da hun var ti år. Hendes mor blev alene med fem børn. Wilhelm Dinesen hængte sig i det pensionat i København, hvor han boede som folketingsmedlem. Wilhelm Dinesen valgte efter sigende at tage sig af dage, fordi han havde gennemlevet politiske nederlag og fået kønssygdommen syfilis, der dengang ikke kunne helbredes. Sygdommen medførte en lang depression og fysisk svækkelse. Karen Blixens far var 49 år, da han valgte fridøden, som det hed.
Karen Blixen og hendes fire søskende blev opdraget af deres mor og mormor. Karen Blixens mor begyndte at miste livsglæden og havde fra den dag et skær af sørgmodighed over sig. Karen Blixens to brødre Thomas og Anders var henholdsvis tre og et år - og for små til at huske den far, som hun aldrig glemte.
Hun fik alligevel en sorgløs og ubekymret opvækst. Hendes barndom på Rungstedlund blev som andre børns i de kredse: lange rejser til familiens herregårde; egne rideheste og sejlbåde i Sundet; en stor stab af tjenestefolk, barnepiger og privatlærerinder. Senere rejste hun til Schweiz på et langt ungdomsophold og rejste også til Skotland, Norge, Paris og Rom.
Karen Blixen manglede aldrig noget; hun fik kærlighed fra både sin mor, mormor og moster, og lommepenge havde hun rigeligt af. Al den kærlighed og kultur opmuntrede hende til at tegne, male og udtrykke sig kunstnerisk. Det varede ikke længe, før Karen Blixen begyndte at fortælle historier, og snart skrev hun sit første skuespil, komedien Hovmod staar for Fald. Skuespillet blev opført på Rungstedlund med familie og venner i hovedrollerne.
Som 18-årig blev Karen Blixen optaget i forberedelsesklassen til Kunstakademiets Kunstskole for Kvinder på Charlottenborg i København. Hun gik to år på Kunstakademiet og blev i 1905 næstformand i Kunsternes Elevforbund og blev optaget på Kunstakademiets modelskole, men benyttede sig ikke af tilbuddet. Som 22-årig debuterede Karen Blixen med fortællingen Eneboerne, der blev trykt i tidsskriftet Tilskueren. Senere samme år udgav tidsskriftet Gads danske Magasin fortællingen Pløjeren. Begge fortællinger blev offentliggjort under pseudonymet Osceola.

### De ulykkelige kærlighedsaffærer
Karen Blixen var fireogtyve år, da hun forelskede sig i sin første store kærlighed baron Hans von Blixen-Finecke. Hans var en af tidens mest eftertragtede ungkarle. Han var en fremragende rytter og havde evnen til at føre sig frem i de bedste kredse. Karen Blixen var halvkusine til ham og færdedes i de samme kredse og var på næsten samme sociale niveau. Han var dog adelig. Forskellen betød alverden. Karen Blixen var så ulykkeligt forelsket i Hans, at hun en dag overvejede at skyde sig selv i foden, så hun kunne slippe for at tage med resten af familien på ferie og i stedet se ham ved et hestevæddeløb. Hun skød sig ikke i foden og var som femogtyveårig stadig ulykkeligt forelsket i Hans. Derfor besluttede hun og hendes søster Inger Dinesen sig for at tage til Paris i 1910. Karen Blixen antog, at hun ved at tage til Paris kunne glemme Hans og finde en ny kærlighed.
Den skulle hun finde i Hans' tvillingebror, Bror von Blixen-Finecke, der også var baron og opvokset på herregården Næsbyholm i Skåne. Den 14. januar 1914, samme dag som hun for første gang ankom til Britisk Østafrika, giftede hun sig med sin halvfætter, Bror, og blev baronesse Blixen. Det skete til familiens store forundring, da hun som teenager havde haft et vildt kærlighedsforhold til Hans. Ægteparret var helt forskellige i uddannelse og temperament, og Bror var Karen Blixen utro. Parret blev separeret i 1921 og skilt i 1925.

### Livet i Britisk Østafrika
Karen Blixen boede fra den 14. januar 1914 til den 14. juli 1931 i Britisk Østafrika, hvor hun ejede og drev en kaffeplantage. Parret Karen og Bror von Blixen-Finecke flyttede til Afrika, hvor de i begyndelsen af 1914 brugte familiens penge til at etablere Karen Coffee Company Ltd., leje afrikanske arbejdere osv. Om sit tidlige liv i Afrika skrev Karen Blixen:
| Citat | Her er omsider et sted, som var i stand til at give den frihed for alle konventioner, her var en ny form for frihed, som jeg indtil da kun havde fundet i drømme. | Citat |
|       | |       |

I 1918 mødte hun den engelske storvildtjæger Denys Finch Hatton, og efter sin separation fra Bror udviklede hun et nært venskab med Denys, som endte med at blive en langvarig kærlighedsaffære. Denys anvendte Karen Blixens farm som "hjemmebase" fra 1926 til 1931, når han ikke var på en af sine talrige safarier. Denys' dødelige flystyrt den 14. maj 1931 med sit biplan de Havilland Gipsy Moth var en af grundene til, at hun forlod Kenya i august 1931. Andre grunde er den fejlslagne kaffehøst og den økonomiske depression efter Wall Street-krakket i 1929. Det gjorde, at udgifterne til bedriftens jord og produktion voksede, og Karen Blixen blev tvunget til at opgive sin højt elskede farm.
Familieaktieselskabet, der ejede farmen, solgte den til en bygherre, som havde planer om at udstykke farmen til byggegrunde. Karen Blixen vendte tilbage til Danmark, hvor hun boede resten af sit liv på Rungstedlund, som hun arvede efter sin mor i 1939. Hun vendte hjem såret på sjæl og krop: Denys' død og hendes kun delvist kurerede syfilis fra ægteskabet med Bror havde taget hårdt på hende.

### Livet som historiefortæller
Efter sin hjemkomst fra Afrika begyndte hun at skrive for alvor. Hun havde før sit afrikanske eventyr offentliggjort to noveller i forskellige danske tidsskrifter i 1907 under pseudonymet Osceola, navnet på den Seminole-indianske leder, muligvis inspireret af hendes fars forbindelse til de amerikanske indianere i Wisconsin.
Hun udsendte sin første bog Syv fantastiske Fortællinger i USA i 1934 under pseudonymet Isak Dinesen. Den har med sin gådefulde og vide metaforik vundet stor anerkendelse. Udgivelsen af bogen i Storbritannien fulgte i september samme år og i Danmark i september 1935. Hendes anden og mest kendte bog Den afrikanske Farm udkom i 1937, og dens succes fastslog hendes ry som forfatter. Under 2. verdenskrig, da Danmark var besat af tyskerne, begyndte Karen Blixen at skrive den introspektive gyserroman Gengældelsens Veje, under et andet pseudonym, Pierre Andrézel; den udkom i 1944.
Karen Blixen var bredt respekteret af samtidige som Ernest Hemingway og Truman Capote. Under sin tur til USA i 1959 mødtes hun med en lang række forfattere – bl.a. Arthur Miller, E.E. Cummings og Pearl S. Buck. Hun mødte også skuespillerinden Marilyn Monroe.

### Sygdom og død
Umiddelbart efter Karen Blixens vielse med Bror von Blixen-Finecke den 14. januar 1914 blev hun smittet med syfilis. Hun må tidligt have erkendt smitten, for allerede samme år henvendte hun sig til en engelsk læge i Nairobi og blev behandlet med kviksølvtabletter, men rask blev hun ikke. I brev af 28. maj 1915 skrev hun til moren om sit helbred, at hun var ret dårlig med feber og blæresygdom:
| Citat                            | Jeg har nemlig været ret daarlig igen, og Doktoren i Nairobi erklærede, at jeg skulde tage hjem for en change of air. De troede, at hvis jeg ikke tog strax, kunde jeg risikere aldrig at blive af med min Feber eller også faa "Black Water", som man faar af at tage for megen Chinin (jeg tror, det er en slags Blæresygdom) (...). | Citat |
| – Karen Blixen, den 28. maj 1915 | |       |

Hun fulgte lægens råd og rejste i juni samme år til København. Her opsøgte hun straks professor i hud- og kønssygdomme, dr. med. Carl Rasch, som varetog hendes behandling, når hun var hjemme de følgende 17 år. Det blev til flere langvarige indlæggelser på Rigshospitalet og ambulant behandling, som fortsatte efter Karen Blixens endegyldige hjemkomst til Danmark den 31. august 1931.
Hendes syfilis medførte fra begyndelsen infertilitet (ufrivillig barnløshed). Dog var omfattende undersøgelser ikke i stand til at afsløre tegn på syfilis hos hende før efter 1925. Hendes skriftlige dygtighed tyder på, at hun ikke led under den mentale degeneration af senstadier af syfilis eller af forgiftning på grund af kviksølvbehandlingerne. Hun oplevede et mildt, permanent tab af følelse i benene, der kunne tilskrives hendes kroniske brug af arsenikbehandling under opholdet i Britisk Østafrika.
Fra 1940 til sidste halvdel af 1950'erne overtog dr. med. Mogens Fog den behandling, som Carl Rasch havde indledt i forbindelse med hendes fire besøg i Danmark under Afrika-tiden. Hendes medicinske behandling varetog overlæge, dr. med. Torben Andersen, mens Mogens Fog i visse perioder oftere end andre foretog undersøgelser, behandlingsindikationer og lange konsultationer med Karen Blixen. Og på den baggrund såvel som hendes biografiske beretninger hævder han følgende:
| Citat                                            | Læser man i biografiske beretninger om hendes liv og forfatterskab, rejser, møder og engagerende samvær, og ved at hun i samme tidsrum har været sengeliggende, stået overfor eller gennemgået hospitalsophold og operationer, får man det indtryk af hendes personligheds styrke, viljekraft og selvbeherskelse (...), [hvor] hun [gennemgik] et smertefuldt og kompliceret sygdomsforløb, som massivt ville have invalideret langt de fleste menneskers arbejdskraft og åndelige vitalitet. | Citat |
| – Professor i lægevidenskab, dr. med. Mogens Fog | |       |

I midten af 1940'erne blev Karen Blixens rygmarvssmerter så markante, at hun insisterede på en operation. Den fik hun, og de følgende år var hun ikke plaget af smerter som tidligere. Hendes tilstand blev hurtigt forværret i 1950'erne, og i 1955 fik hun en tredjedel af ventriklen fjernet på grund af et mavesår (ulcus duodeni). Det hindrede fortsættelsen af forfatterskabet i en periode, hvor hun til gengæld deltog i flere radioudsendelser.
I sine breve fra Afrika og senere i Danmark spekulerede hun selv over sin sygdoms art og symptomer. Offentligt gav hun syfilis skylden for sin lidelse – en sygdom, der ramte helte og digtere, som hendes egen far. Uanset hendes overbevisning om sygdommens art var den et velegnet udgangspunkt for at skabe den myte og legende, der kendetegner hendes liv som indsigtsfuld kunstner, karismatisk kvinde og baronesse.
Karen Blixen døde den 7. september 1962 på Rungstedlund, hendes barndomshjem, i en alder af 77 år. Hun vejede kun 35 kg pga. mavesårsoperationen: en tredjedel af hendes ventrikel var fjernet. Karen Blixen blev jordfæstet den 11. september 1962 under den store rødbøg ved foden af Ewalds Høj, og efter hendes ønske blev Davids salme Jeg løfter mine øjne til bjergene oplæst.

## Om forfatterskabet
Karen Blixen, der i Britisk Østafrika havde underholdt Denys Finch Hatton med smukke fortællinger fra fjerne lande og tidsaldre, betragtede sig selv som fortæller. Det ses i forfatterskabet, der følger en traditionel stil af fortælling. Om sin bevidst gammeldags stil nævnte Karen Blixen i flere interview, at hun ønskede at udtrykke en ånd om mod og skæbne, der ikke findes i moderne tid. Desuden er Karen Blixens fortællinger og eventyr intellektuelle og intertekstuelle med hensyn til verdenslitteraturen, ligesom mange af hendes ideer kan spores til romantikken.
Da Karen Blixen først påbegyndte sit forfatterskab i 50 års alderen, kan hendes fortællingers univers siges at have været fuldført og veletableret ved forfatterskabets begyndelse. Derfor er forfatterskabet også uden de almindelige nybrud og faser som optræder hos andre digtere og forfattere, der indleder deres forfatterskab tidligt i ungdommen – f.eks. Nikolaj Gogol og Jens August Schade. Gengældelsens Veje er det eneste af Karen Blixens værker, der har karakter af introspektiv gyserroman. Det har Karen Blixen da også – efter hendes egen afsløring af forfatteren bag pseudonymet Pierre Andrézel – betegnet som sit forfatterskabs illegitime barn.
Hendes skriftlige arbejder i det meste af 1940'erne og 1950'erne bestod af eventyr i fortælletraditionen. Den mest berømte er fortællingen Babettes gæstebud om en kokkepige, der bruger hele sin titusinde-franc store lotteripræmie til at forberede et lukullisk måltid i en nordnorsk landsby. Fortællingen Den udødelige historie er tilpasset til biograflærredet i 1968 af Orson Welles og Babettes gæstebud i 1987 af Gabriel Axel.
I 1950'erne var Karen Blixen i flere år kandidat til Nobelprisen i litteratur, og i 1957 og 1959 skulle hun have været meget tæt på tildelingen, der udeblev. Da Ernest Hemingway i 1954 modtog Nobelprisen, sagde han ifølge hustruen Mary Welsh Hemingway:
| Citat                  | He also named three other writers who he thought, with possible false modesty, deserved the prize as much or more than he - Carl Sandburg for his sixvolume biography of Lincoln, Isak Dinesen, and Bernard Berenson. | Citat |
| – Mary Welsh Hemingway | |       |

Karen Blixen takkede ham i et brev af 1. november 1954:
| Citat                            | The Danish Papers report that on being awarded the Nobel Prize you have done me the honour to mention me as one of the authors who might have deserved it. In the hope that this is true, I thank you many times for your kind words. They give me, I think, at this moment as much heavenly pleasure, – even if not as much earthly benefit, – as would have done the Nobel Prize itself. | Citat |
| – Karen Blixen, 1. november 1954 | |       |

Karen Blixen skrev sine bøger på engelsk og oversatte dem til dansk. Kritikere roser hendes engelsk for usædvanlig skønhed, skrevet med stor dygtighed og præcision.
Som forfatter bevarede hun sit image som en karismatisk, mystisk, gammel baronesse med et indsigtsfuldt tredje øje. Hun har også sarkastisk-selvbevidst udtalt, at: "I Danmark siger mine unge forfattervenner, at jeg [som belæst forfatterfigur] er tre tusinde år gammel"; og tilføjet, at hun gav Johann Wolfgang von Goethe ret i hans nøgterne betragtning: "Den, som ikke fører sin regnskabsbog over mindst 3000 år, lever fra hånden til munden". Hun etablerede sig også som en inspirerende figur i dansk kultur og åndsliv.
Karen Blixen kom i slutningen af 1940'erne og begyndelsen af 1950'erne i forbindelse med forfatterne omkring tidsskriftet Heretica, og i rollen skiftevis som Sibylle, Djævelens veninde og Scheherazade samlede hun en kreds af håbefulde, mandlige talenter omkring sig, heriblandt Thorkild Bjørnvig, Aage Henriksen, Jørgen Gustava Brandt, Ole Wivel og Erling Schroeder. Karen Blixen bidrog i denne forbindelse med flere artikler til tidsskriftet, og den første artikel var hendes tyske rejsereportage Breve fra et Land i Krig (skrevet 1940; publiceret 1948 i Heretica). Desuden havde Thorkild Bjørnvig i årene 1950-1954 et nært venskab med Karen Blixen, hvorom han i 1974 har udgivet værket Pagten – Mit venskab med Karen Blixen.

## Om kaffefarmen M’Bogani
Farmen M’Bogani, der var bygget af Åke Sjögren i 1912, flyttede ægteparret Karen og Bror von Blixen-Finecke ind på i 1917. De havde forinden boet fire år på M'Bagathi, som var deres første farm i Afrika.
Familieaktieselskabet, der i 1916 købte M’Bogani, hed Karen Coffee Company Ltd., og formanden for bestyrelsen var hendes onkel, Aage Westenholz, som har navngivet selskabet efter sin datter Karen Westenholz. Den forstad til Nairobi, hvor hun dyrkede kaffe og havde sin farm, hedder i dag "Karen". Karen Blixen har i sine senere skrifter erklæret, at: "Boligdistriktet Karen var opkaldt efter mig." Bygherren, der købte kaffefarmen af familieaktieselskabet, fortalte hendes levnedsskildrer, Judith Thurman, at han havde planlagt at navngive distriktet efter Karen Blixen.
Fra Karen Blixen forlod farmen i 1931 til 1963 boede tre forskellige familier på den. I 1963 købte den danske stat den og skænkede den til Kenya for at markere uafhængighedsdagen den 12. december samme år. Dog var det først i 1985, altså hundredåret for Karen Blixens fødsel, at Kenyas nationalmuseum indviede et museum i hovedbygningen på hendes farm. I dag er farmen derfor en afdeling under National Museums of Kenya.
Farmens stuer er restaureret og indrettet med nogle af Karen og Bror von Blixen-Fineckes møbler og malerier, ligesom museet indeholder visse dele af filminteriøret fra filmen Mit Afrika. Der er i dag også en Karen Blixen Coffee Garden Restaurant and Cottages i nærheden af farmen.

## Karen Blixen Museet
Karen Blixen levede det meste af sit liv i familiens hjem på Rungstedlund, som blev overtaget af hendes far i 1879. Ejendommen ligger i Rungsted, 24 km nord for København. De ældste dele af huset går tilbage til 1680, og det har været både kro og landbrug. Hovedparten af Karen Blixens forfatterskab er skrevet i Ewalds stue, som er opkaldt efter forfatteren Johannes Ewald. Ejendommen administreres af Rungstedlundfonden, der er grundlagt af Karen Blixen og hendes søskende i 1958. Ejendommen blev museum i 1991.
Hovedindgangen til Karen Blixen Museet ligger i vestfløjen, der tidligere rummede vognport, hestestald og høloft. Bygning er restaureret og indrettet med museumsbutik, café, udstillingsrum med bibliotek med alt, hvad Blixen har skrevet og oversættelser til alverdens sprog.
Stuerne i nordfløjen står, som Karen Blixen indrettede dem med friske blomster i vaserne. Denne del af Rungstedlund er også åben for publikum, og her findes et lille galleri med oliemalerier, pasteller og kultegninger udført af Karen Blixen. Efter ombygningen i foråret 2004 indviedes to nye rum – et fuglerum og et filmrum.

## Anetavle
- Dagmar Alvilda von Haffner og Thyra Valborg von Haffner er søstre, så Bror er Karen von Blixen-Fineckes halvfætter. De er altså næstsøskendebørn.
- Bror og Hans von Blixen-Finecke er tvillinger.

|                                                                     |                                                    |  |                                                             |                                     |  | 4Mary Lucinde Westenholz (døbt M.L. Hansen) (1834-1915) |
|                                                                     |                                                    |  |                                                             |                                     |  |                                                         |
|                                                                     | ²Ingeborg Dinesen (døbt I. Westenholz) (1856-1939) |  |                                                             |                                     |  |                                                         |
|                                                                     |                                                    |  |                                                             |                                     |  |                                                         |
|                                                                     |                                                    |  |                                                             | 5Regnar Westenholz (1815-1866)      |  |                                                         |
|                                                                     |                                                    |  |                                                             |                                     |  |                                                         |
| 1Karen von Blixen-Finecke (døbt K. Christentze Dinesen) (1885-1962) |                                                    |  |                                                             |                                     |  |                                                         |
|                                                                     |                                                    |  |                                                             |                                     |  |                                                         |
|                                                                     |                                                    |  | 6Dagmar Alvilda Dinesen (døbt D.A. von Haffner) (1818-1874) |                                     |  |                                                         |
|                                                                     |                                                    |  |                                                             |                                     |  |                                                         |
|                                                                     | 3Wilhelm Dinesen (1845-1895)                       |  |                                                             |                                     |  |                                                         |
|                                                                     |                                                    |  |                                                             |                                     |  |                                                         |
|                                                                     |                                                    |  |                                                             | 7Adolph Wilhelm Dinesen (1807-1876) |  |                                                         |
|                                                                     |                                                    |  |                                                             |                                     |  |                                                         |

|                                                                             |                                                                                            |  |                                                                                               |                                                         |  | 4Thyra Valborg Krag-Juel-Vind-Frijs (døbt T.V. von Haffner) (1821-1881) |
|                                                                             |                                                                                            |  |                                                                                               |                                                         |  |                                                                         |
|                                                                             | ²Clara Alvilda Benedicte von Blixen-Finecke (døbt C.A.B. Krag-Juel-Vind-Frijs) (1855-1925) |  |                                                                                               |                                                         |  |                                                                         |
|                                                                             |                                                                                            |  |                                                                                               |                                                         |  |                                                                         |
|                                                                             |                                                                                            |  |                                                                                               | 5Christian Emil Krag-Juel-Vind-Frijs (1817-1896)        |  |                                                                         |
|                                                                             |                                                                                            |  |                                                                                               |                                                         |  |                                                                         |
| 1Bror von Blixen-Finecke (1886-1946) og Hans von Blixen-Finecke (1886-1917) |                                                                                            |  |                                                                                               |                                                         |  |                                                                         |
|                                                                             |                                                                                            |  |                                                                                               |                                                         |  |                                                                         |
|                                                                             |                                                                                            |  | 6Gustafva Charlotta Adelaide Sophie von Blixen-Finecke (døbt G.C.A.S. Ankarcrona) (1821-1890) |                                                         |  |                                                                         |
|                                                                             |                                                                                            |  |                                                                                               |                                                         |  |                                                                         |
|                                                                             | 3Frederik Theodor von Blixen-Finecke (1847-1919)                                           |  |                                                                                               |                                                         |  |                                                                         |
|                                                                             |                                                                                            |  |                                                                                               |                                                         |  |                                                                         |
|                                                                             |                                                                                            |  |                                                                                               | 7Carl Frederik Axel Bror von Blixen-Finecke (1822-1873) |  |                                                                         |
|                                                                             |                                                                                            |  |                                                                                               |                                                         |  |                                                                         |